# Mawson’s Huts

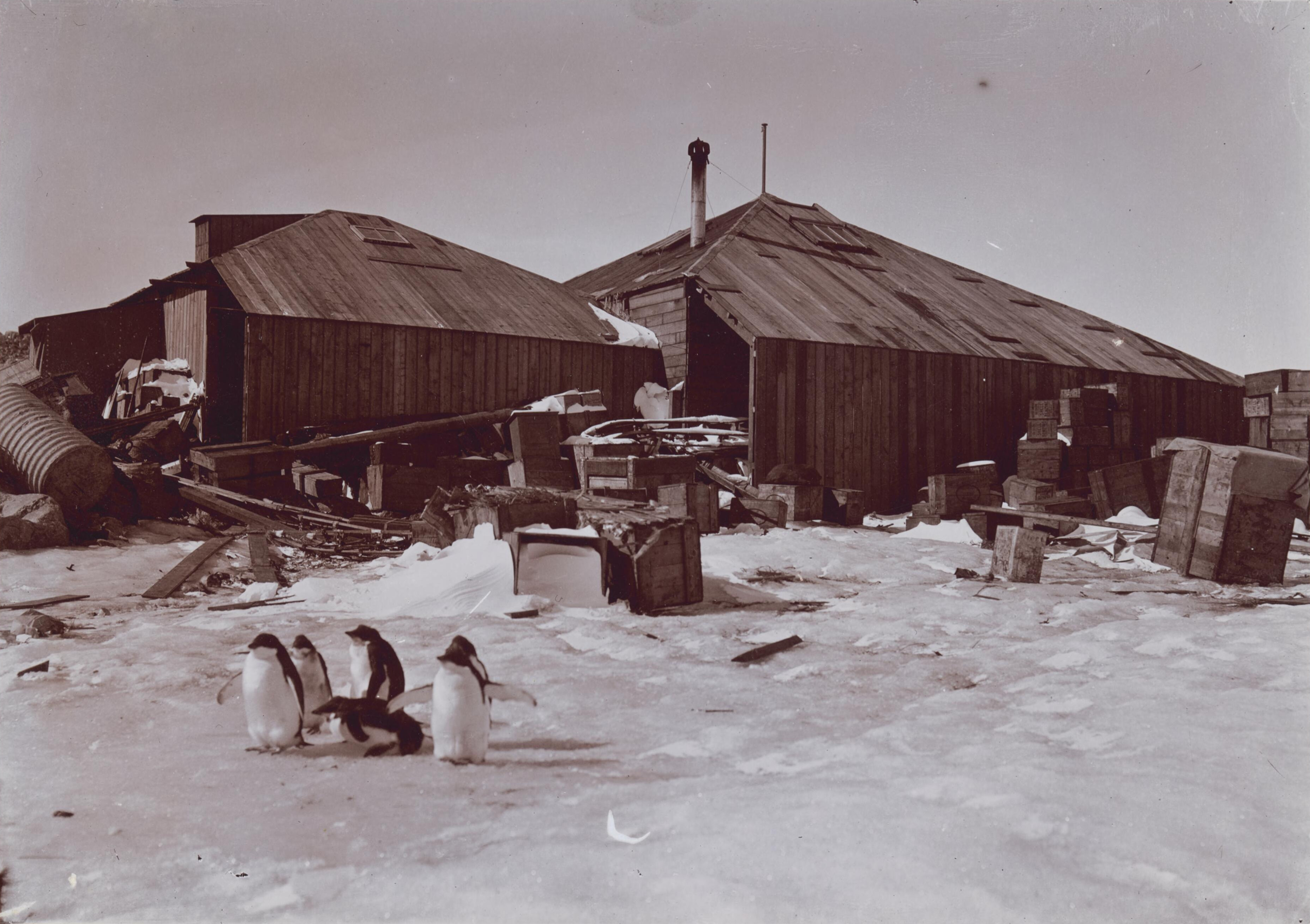
Chatki Mawsona

Mawson’s Huts, chatki Mawsona – kompleks historycznych budynków na Przylądku Denisona (Antarktyda). 
Kompleks jest pozostałością po Australasian Antarctic Expedition (1911–1914), której liderem był Douglas Mawson. Przylądek Denisona wyprawa odkryła w 1912 i w tym samym roku powstały budynki stanowiące główną bazę wyprawy. Pełniły funkcje mieszkalne, prowadzono w nich również prace badawcze. 
Teren ten należy do szczególnie chronionych obszarów Antarktyki. Budynki znajdują się na australijskiej liście dziedzictwa narodowego (Australian National Heritage List) i na zlecenie rządu Australii oraz organizacji non-profit wykonywane są przy nich prace konserwatorskie.